# 恩德培行动

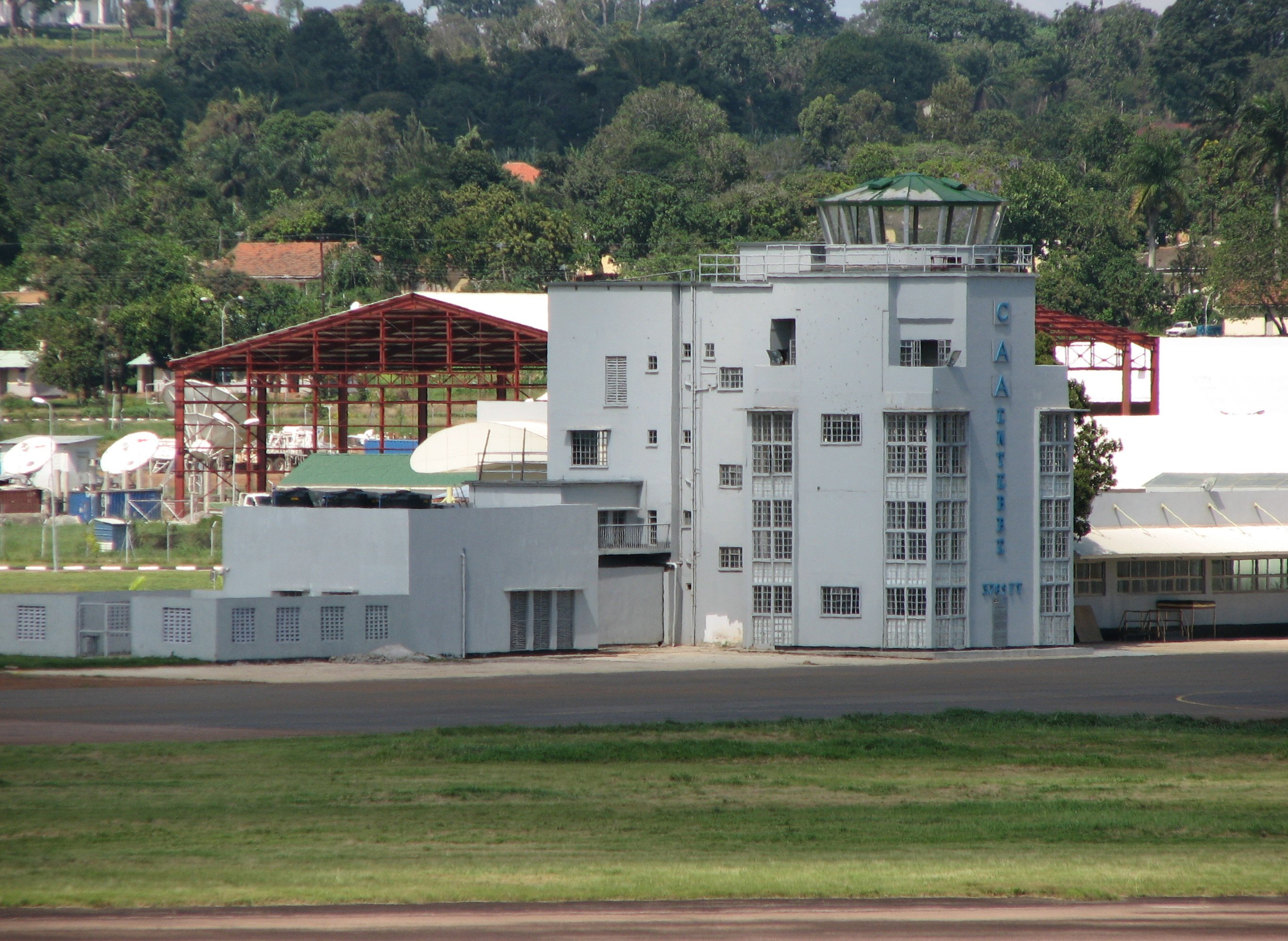
2008年恩德培国际机场的旧航站楼

恩德培行动（希伯來語：מבצע אנטבה）是一次由以色列军方和以色列情報特務局（摩薩德）策划，在乌干达恩德培国际机场实施的反劫机行动。1976年6月27日夜，10名巴勒斯坦解放組織和德国赤軍旅的恐怖分子劫持一架法国航空班机，降落在乌干达的恩德培国际机场。起初共有248名乘客被劫持并被关押在一座废弃航站楼内，随后恐怖分子释放了所有非犹太乘客，105名犹太乘客和1名机长仍被劫持。
恐怖分子要求释放关押在以色列的40名巴勒斯坦人和其他13名分别被肯尼亚、法国、瑞士和德国拘留的从事恐怖活动的嫌犯。以色列政府表面上接受恐怖份子的要求，实则决定采取武力手段来营救剩余的人质。1976年7月4日，约100名以色列突击队员乘坐以色列空军运输机，长途飞行4000公里，秘密降落在恩德培国际机场，并发动奇袭。在激烈交战30分钟后，7名劫机者被击毙。106名人质中，102名人质获救，3人死亡，1名因為身體不適在医院休養的婦女事后被烏干達政府杀害。以色列方面突击队指揮官约纳坦·内塔尼亚胡中校死亡。
因為肯尼亚线人帮助以色列。當時烏干達領導人伊迪·阿敏为报复，屠杀超过被救者数量两倍的245名位于乌干达的肯尼亚人，3000人逃离乌干达。

## 名稱
以色列政府亦稱之為大力神行動（Operation Hercules），以色列军方又称这次行动为霹雳行动（כדור הרעם），也有人以行动的指挥官约纳坦“约尼”·内塔尼亚胡上校（以色列总理本雅明·内塔尼亚胡的哥哥，也是在本場行動中唯一陣亡的以色列軍人）的名字称呼这次行动为约纳坦行动（מבצע יונתן）。

## 劫机过程

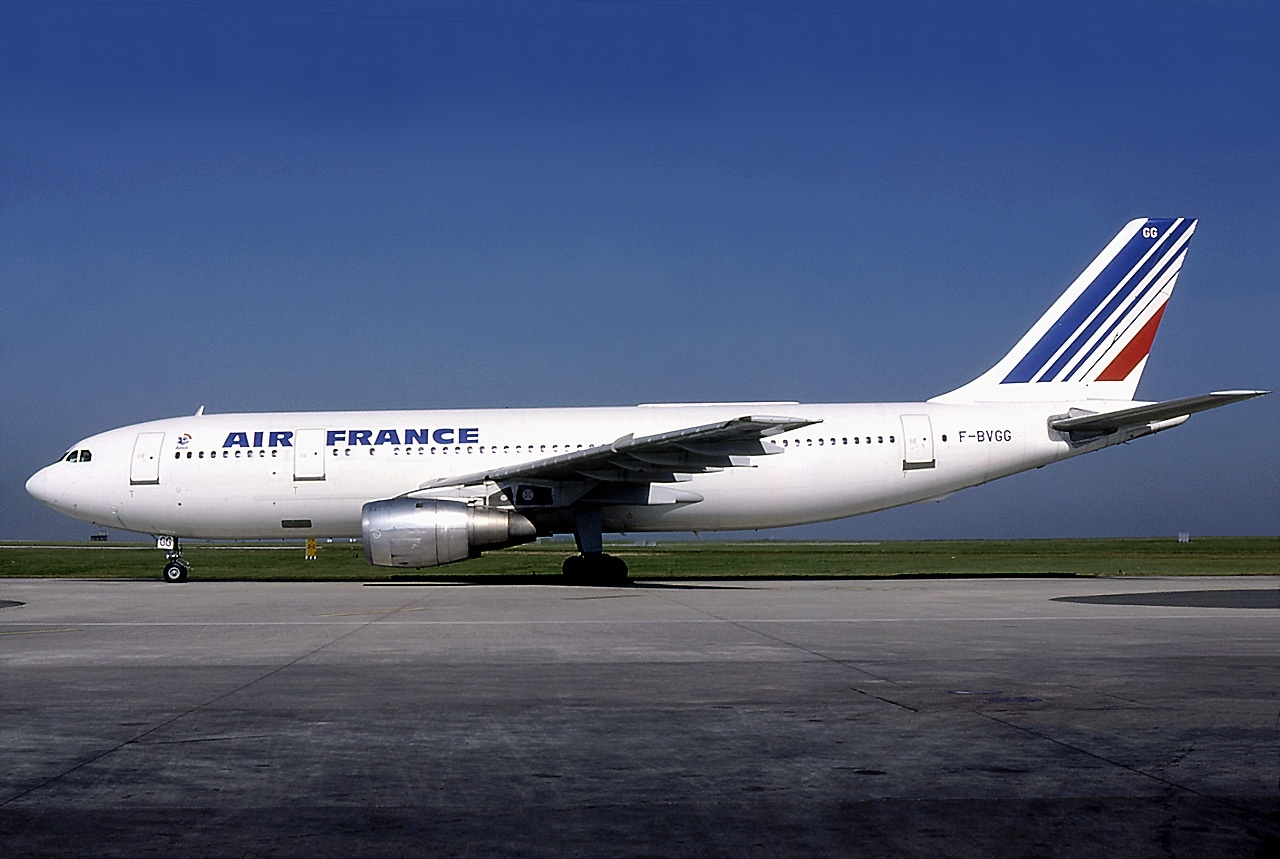
被劫持的法航客机（编号F-BVGG），摄于1980年

1976年6月27日，法国航空139号航班的空中巴士A300型客機由以色列特拉維夫，中停希腊雅典埃利尼克國際機場，预定降落在法国巴黎。大约在飞机由雅典起飞10分钟后，即当地时间12:30，飞机被恐怖分子劫持。他们命令机组将飞机飞往利比亚的班加西。當降落在班加西后，一名懷孕的女性人质被釋放。而当飞机剛停留满七个小时，这架空中客车A300客机突然脱开正在加油的输油管，强行起飞。次日凌晨03:15，飞机于乌干达恩德培国际机场降落。
劫机者共有10人，其中8人是巴勒斯坦解放組織的成员，其余两人是德国恐怖组织赤軍旅的成员。显然，他们得到当时亲巴勒斯坦的乌干达总统伊迪·阿敏的支持。这些劫机者的首领是德国人维尔弗里德·伯泽，而不是某些媒体所报道的恐怖分子伊里奇·拉米雷斯·桑切斯，即“豺狼卡洛斯”。旅客被扣留在了机场的旧航站楼。期间伊迪·阿敏还曾亲自看望人质，并宣称会“保障所有人质的安全”。之后，劫机者释放了大多数的人质，只留下以色列人和犹太人。劫机者要求释放关押在以色列的40名巴勒斯坦人和其他13名分别被肯尼亚、法国、瑞士和德国拘留的从事恐怖活动的嫌犯。並且還威胁说，如果以色列当局不按照他们的要求去做的话，他们将杀死所有人质。
在劫机者宣布所有机组人员和非犹太人乘客将会被释放時，139航班的机长米歇尔·巴科拒绝离开，他告訴劫機者保护所有乘客，包括被扣留的犹太乘客，是他应尽的职责。其他机组成员，包括大多数空乘服务人员，也都放弃了获得自由的机会（不过当他们回到巴黎之后，巴科遭到了法航上司的严厉斥责，并被停职一段时间）。还有一位法国籍修女也拒绝离开，并坚持要求释放一名犹太人质以代替她，但是她还是被乌干达士兵强行驱赶而離開。也因為從這些被釋放的人質的口中得到許多情報，再加上該机场是以色列的建築公司（曾经承包建设恩德培机场大楼的是索耐尔博内公司）所建造的並且還保有藍圖，以色列軍方才能掌握狀況擬定攻擊方針。

## 以色列的人質救援行動
以色列政府表面上接受恐怖分子的要求，但真實的情況卻是决定采取武力手段来营救剩下的人质。当时的以色列总理拉宾不为困难所动，力主用武力解决问题，他认为与恐怖分子谈判只能导致越来越多的被动后果。为此，他们做了充分的准备工作：以色列通过与恐怖分子谈判的方式拖延时间，另一方面却制定了以武力营救人质的大力神计畫。以色列情报机构找来了曾经承包建设恩德培机场大楼的索耐尔博内公司的工程师，根据原有的设计图，参考美国卫星拍摄的照片，制作了恩德培机场候机楼的实物模型。其精确程度达到了“连一级台阶都不少”的地步。摩萨德的特工化装成商人，分乘两架以色列航班抵达乌干达的邻国肯尼亚。夜间，秘密地潜入乌干达。他们伪装成机场清洁工，用隐藏在拖把中的相机照遍所有的建筑。根据侦察，恐怖分子共有10人。扣押人质的地点是恩德培机场旧候机大楼的顶层，第二层是乌干达士兵，10名恐怖分子分散在顶层、二层及底层。
此次人质营救行動的執行难度极大。其一原因是从以色列飞往恩德培机场的最短距离是4000公里，途中需穿越非洲腹地，而所在的这些国家几乎都是反对以色列的，因此有可能会遭到地面防空砲火的射击。另外，飞机在往返途中必须加一次油。在进行了数日周密的计劃之后，7月3日凌晨，拉宾批准执行“大力神計劃”。大约100名以色列国防军的特种兵当中，包含以色列国防军的精英部队总参谋部直属侦察营（“野小子”）的成员；据推测还有一些摩萨德特工亦参与了这次行动。他们的这次行动还得到了阿敏政权的死对头肯尼亚政府的全力支持。行动总指挥官是特种作战部队司令蕭姆准将。突击队由总参谋部直属侦察营营长内塔利亚胡上校亲自带领。下午三时许，4架以色列空军的C-130运输机在8架F-4E鬼怪式战斗机的掩护，及2架波音707远程运输机作指挥和后勤支援下，开始了反恐行動史上前所未有的长途奔袭。
因为途径的都是以色列的敌对国家，所以在所有軍机起飛之后，立刻关闭了无线电，保持能看到前一架机的距离，编队向乌干达飞去。当离开以色列领空，飞到红海上空时，编队降低了飞行高度。为了避开阿拉伯监视船的探测，编队有时贴着海面低空飞行，有时直接衝入气流中。编队在红海上空飞期间，F-4E鬼怪式战斗机在更高的空中护航。不久，编队在吉布提附近向右改变了航向，飞入埃塞俄比亚领空，南下山岳密林地带，通过内罗毕上空。在接近恩德培的时候，天气突然恶化。电闪雷鸣，飞机剧烈摇摆。编队在低能見度的情况下，依靠導航雷达前进。幸运的是，途经各國的防空雷达，没有发现該编队。按照计畫，機隊在晚上10时45分抵达恩德培机场上空。四架軍用運輸机乘着夜色秘密降落在了恩德培国际机场，事先他们并未通知地面控制塔台。
在这四架运输机之后还有一架运送着医疗设备的空军喷射机跟随，該機降落在肯尼亚的乔莫·肯雅塔国际机场待命。
以色列部队在降落後軍機還未停妥前，就打开了運輸机的货舱门，货舱内有一辆黑色的賓士和护卫的几辆吉普車，以色列士兵驾着这些车辆驶出运输机，直接驶往旧航站楼。以色列故意挑选了这辆賓士和吉普車，这样讓車隊看上去像是阿敏或是其他乌干达高官的车队，用以混淆駐守在機場的烏干達地面部隊。

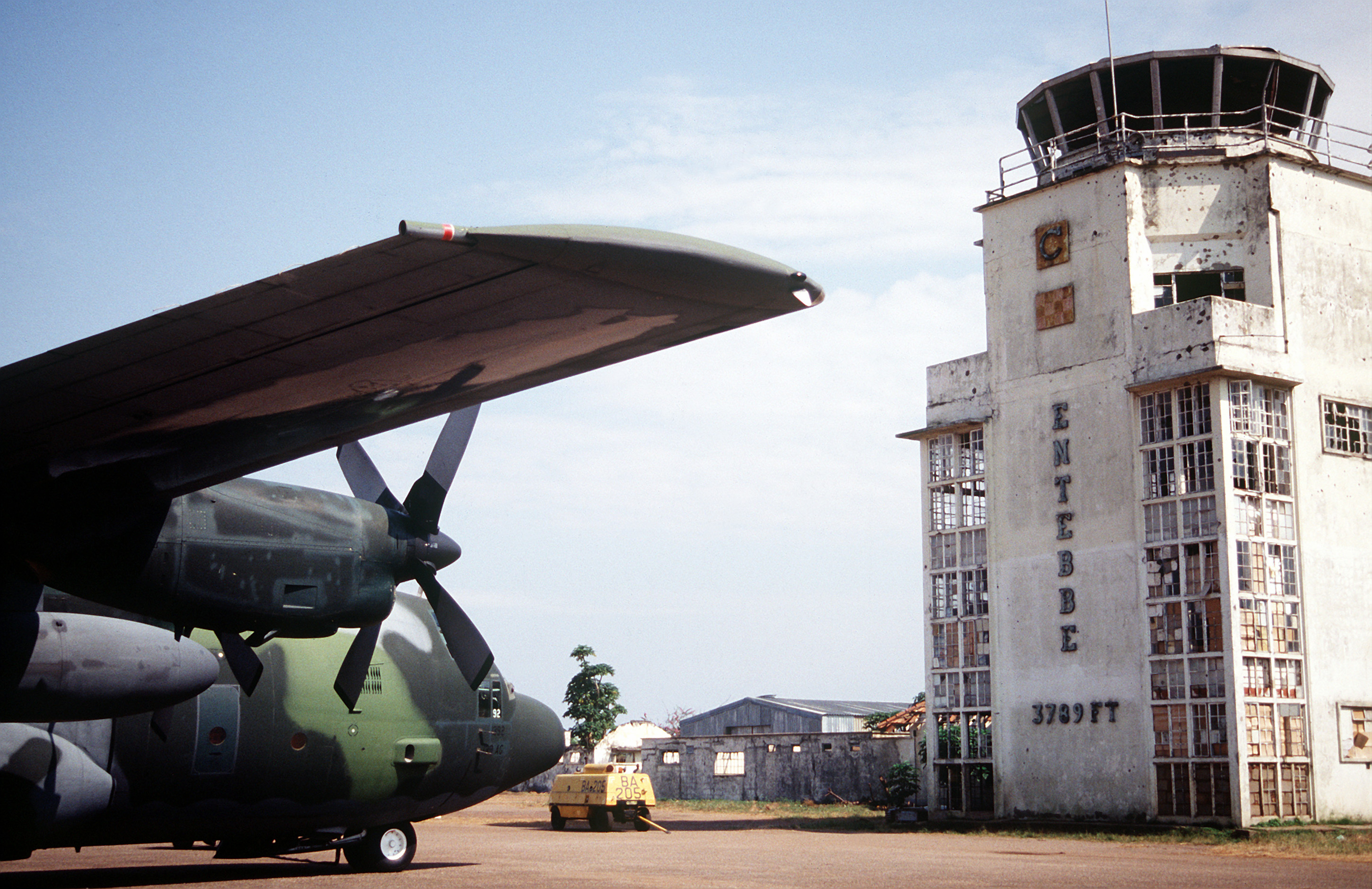
攝於1994年的恩德培国际机场舊航站樓，以及停在它前面的C-130運輸機。注意1976年所留下的彈孔還清晰可見。

从第1架以色列軍用運輸机落地到返航的最后1架以色列軍机起飞，这次奇袭行動前后只持续了53分钟就完成，7名劫机者被击毙。103名人质中有3人死亡，其中有位人质因為突然站起被误认为是恐怖分子而被打死。据猜测以色列人还俘虏了数名劫机犯，不过并没有证据证实此事。在奇袭过程中，机场的乌干达部队也向以色列特种部队开火，并打死了以色列部队的地面指挥官约纳坦·内塔尼亚胡上校（以色列总理本雅明·内塔尼亚胡的哥哥），而他也是这次行动中以色列军队唯一一名阵亡者。同时乌干达方面也有45名士兵陣亡。机场上亦有11架乌干达空军的战斗机被破坏，以作为对乌干达政权的死敌肯尼亚的回报，並且避免機隊返航時遭受追击。被救出的人质被送至肯尼亚後，搭乘飞往以色列的航班回国。
整个事件中还有一位人質不幸丧生。当以色列特種部隊袭击恩德培机场时，75岁的英国籍人质多拉·布洛克（Dora Bloch）由于之前进食时噎着，所以在前一日被送往坎帕拉的医院裡接受治疗。1987年4月，时任乌干达卫生部长的亨利·克耶姆巴在乌干达人权委员会披露说，当以色列袭击成功后，伊迪·阿敏出于报复，便命令两名军官杀害多拉·布洛克。布洛克的遗体在1979年的烏坦戰爭中被发现，也正是这场战争结束了阿敏在乌干达的残暴统治。
为了报复肯尼亚对以色列的帮助，阿敏还命令杀害了数百名生活在乌干达的肯尼亚人。截至7月11日，有245人遭到杀害，包括恩德培机场员工。为了避免遭到屠杀，约有3000名肯尼亚人从乌干达逃离，成为难民。

## 後續
伊迪·阿敏政權遭推翻後，烏干達和以色列在1994年復交，兩國關係得到改善。
2016年，以色列和烏干達在恩德培機場舉行恩德培行動40周年紀念儀式。雙方在致辭時亦表達了對抗恐怖主義的共同意願。
現時在恩德培機場舊客運大樓外內外均設立紀念此事件的紀念牌，碑文如下：
|  | On July 4th 1976, an Israeli military force rescued more than 100 hostages held here at gun point. In a daring rescue mission, four military planes carrying Israeli commandos landed at midnight after an eight-hour flight from Israel. Within minutes, the commandos stormed the old terminal, fighting both terrorists and the soldiers acting under the orders of the brutal dictator Idi Amin and freed the hostages. During the brief battle, the commander of rescue force at old terminal, Lt. Col Jonathan Netanyahu lost his life, as did three of the hostages - Jean Jacques Maimoni, Ida Borovits and Pasco Cohen. A fourth hostage, Dorah Bloch, who was recuperating at a hospital in Kampala - was brutally executed the following day on the orders of Amin. The mission was renamed by Israeli Government "Operation Jonathan", in the honor of the brave commander who lost his life. The rescue at Entebbe Airport will always remain a shining example of the fight against terrorism and a symbol of man's courage in resisting brutality and evil. |

中文翻譯：
|  | 1976年7月4日，以色列軍方展開行動拯救被劫持在此處的逾100名人質。在這個英勇的拯救行動中，運載以色列突擊隊的四架軍機自以色列經過8個小時的飛行之後，在午夜摸黑降落。數分鐘內，突擊隊突襲舊客運大樓，對恐怖分子和奉殘暴獨裁者伊迪·阿敏的命令行動的士兵對抗，最終解救了人質。 在這簡短的戰鬥中，這次行動的司令官約拿單·內塔尼亞胡，和三名人質 - Jean Jacques Maimoni, Ida Borovits及Pasco Cohen，不幸喪生。第四名人質，Dorah Bloch，在醫院治療期間，在伊迪·阿敏的命令下遭殘忍地殺害。 這次行動被以色列政府重新命名為約拿單行動，以紀念喪生的司令官。這次在恩德培機場的拯救行動會成為一個抗擊恐怖主義，以及一個人對抗殘暴和邪惡的勇氣的象徵。 |

## 相關影視文学作品

### 电影
以下是以恩德培行动为主题改编的三部电影。前两部是美國电影，主创人员基本来自英美；第三部由以色列制作，主角也基本由以色列演员担纲。
- 《恩德培之胜 / 突襲烏干達機場》（Victory At Entebbe）（1976年）
主演：安东尼·霍普金斯、伯特·兰卡斯特、伊丽莎白·泰勒（理查德·德雷福斯（Richard Dreyfuss）饰演内塔尼亚胡上校。
导演：马尔文·J·乔姆斯基（Marvin J. Chomsky）
- 《奇袭恩德培 / 偷襲安特比》（Raid On Entebbe）（1977年）
主演：彼得·芬奇、霍斯特·布赫霍尔茨（Horst Buchholz）、查尔斯·布伦森（Charles Bronson）、雅费特·科托。
导演：埃尔文·克什内尔（Irvin Kershner）
- 《雷霆行动/ 突擊英雄榜》（Operation Thunderbolt，希伯来语片名：מבצע יונתן（拉丁化：Mivtsa Yonatan），意为“约纳坦行动”）（1977年）
以色列演员耶霍拉姆·加翁（Yehoram Gaon）饰演内塔尼亚胡上校。
奥地利演员西比尔·丹宁（Sybil Danning）和德国演员克劳斯·金斯基饰演劫机者。
导演：梅纳赫姆·戈兰（Menahem Golan）

最新一部以恩德培行动为主题改编的电影于2018年上映，由曾执导《精锐部队》系列的巴西导演何塞·帕蒂尔哈执导，
女主角在片中饰演女劫机犯。
- 《恩德培行動/ 航劫 168 小時》（2018年）
主演：裴淳华、丹尼尔·布尔、埃迪·马森
导演：何塞·帕蒂尔哈

另有一部电影与恩德培行动有关：《最后的苏格兰王》（2006年），主演福里斯特·惠特克、詹姆斯·麦卡沃伊，导演凯文·麦克唐纳。

### 電視
- 《恐怖劫機》，《十萬火急》系列，國家地理頻道。

### 電玩遊戲
- 《閃電計劃》（Operation Thunderbolt），1988年，TAITO出品。